# تشارلز أبو
تشارلز أبو (بالفرنسية: Charles Abouo)‏ مواليد 4 نوفمبر 1989 في ساحل العاج، هو لاعب كرة سلة من ساحل العاج. بدأ مسيرته الاحترافية في سنة 2012. يلعب في الدوري الفرنسي لكرة السلة الدرجة الثانية. يحمل الرقم 7. يبلغ طوله 6 قدم 5 بوصة (2.0 م). لعب مع نادي بيناس ويسكا لكرة السلة ونادي الخور.

## روابط خارجية
- تشارلز أبو على موقع الاتحاد الدولي لكرة السلة (الإنجليزية)
- تشارلز أبو على موقع كرة السلة الأوروبية.كوم (الإنجليزية)
- تشارلز أبو على موقع كلية كرة السلة في سبورتس رفرنس.كوم (الإنجليزية)
- تشارلز أبو على موقع ريلجم (الإنجليزية)
- تشارلز أبو على موقع بروبوليرز (الإنجليزية)
- تشارلز أبو على موقع سبورتس رفرنس (الإنجليزية)